# الرادفة (حزم العدين)

تعديل مصدري - تعديل

الرادفة محلة تابعة لقرية حويط، التابعة لعزلة الاحكوم بمديرية حزم العدين إحدى مديريات محافظة إب في الجمهورية اليمنية، بلغ تعداد سكانها 104 حسب تعداد اليمن لعام 2004.